# Beth Diane Armstrong
Beth Diane Armstrong (sinh năm 1985) là một nhà điêu khắc người Nam Phi.
Là nghệ sĩ tập trung vào cấu trúc: hữu cơ, kiến trúc, toán học, tâm lý và khái niệm, Beth Diane Armstrong giữ một vị thế mạnh mẽ như một nhà điêu khắc hàng đầu trong thế hệ của mình. Cô giữ lại cốt lõi của mình khả năng khéo léo chế tạo và dệt quy trình và thay đổi trên các phương tiện truyền thông khác nhau. Kỹ năng, quy mô đầy tham vọng và các dự án lớn của cô đã cho phép cô đảm nhận vai trò và vị trí bên cạnh nhiều đồng nghiệp nam Nam Phi. Trong nhiều năm qua, cô đã làm việc chủ yếu trên các tác phẩm nghệ thuật hoành tráng làm bằng thép nhẹ và thép không gỉ nhưng có nhiều chất liệu khác nhau cho tiết mục của cô: phương tiện điêu khắc khác cũng như in, video, chụp ảnh, vẽ và sắp đặt.

## Tiểu sử
Sinh ra ở Nam Phi vào năm 1985, Beth Diane hiện đang sống và làm việc tại Johannesburg. Năm 2010, cô đã hoàn thành bằng thạc sĩ mỹ thuật tại Đại học Rhodes (với sự khác biệt). Vào năm 2007, Rhodes đã mua triển lãm BFA của cô, Hibernation, để đưa vào bộ sưu tập vĩnh viễn của họ. Kể từ khi tốt nghiệp đã có triển lãm cá nhân, một số chương trình và dự án nhóm trong nước và quốc tế, cũng như hoa hồng tư nhân và công cộng. Những điểm nổi bật gần đây bao gồm các tác phẩm điêu khắc tại hội chợ thiết kế Design Miami / Basel ở Basel, Thụy Sĩ và tại Design Miami, Florida - cả năm 2014. 2014 cũng chứng kiến sự hoàn thành của một tác phẩm nghệ thuật công cộng lớn vĩnh viễn ở Oostvoorne, Hà Lan, được Kern ủy quyền Quỹ Kunst Westvoorne. Tác phẩm điêu khắc quy mô lớn đầu tiên của cô đã được Standard Bank mua vào năm 2013 và được lắp đặt tại tòa nhà mới của họ ở Rosebank, Johannesburg. Armstrong hiện đang sống và làm việc tại Johannesburg.